# Elsfleth
Elsfleth  (uit te spreken: Elsfleet) is een stad in de Duitse deelstaat Nedersaksen, gelegen in het landkreis Wesermarsch. De stad telt 9.086 inwoners.

## Indeling van de gemeente
- In het oosten: Elsfleth-stad, incl. de wijken Lienen in het noorden en Hogenkamp in het zuiden, en het iets westelijker gehucht Neuenfelde.
- In het westen: de tot 1974 een zelfstandige gemeente Moorriem vormende keten van dorpen en buurtschappen: van noord naar zuidwest:  Neuenbrok (Ober- en Niederhörne), Bardenfleth incl. Nordermoor en Eckfleth, Dalsper met Burwinkel, Kortendorf-Huntorf-Burwinkel (gezamenlijk Altenhuntorf genoemd), en verder westelijk Butteldorf, Moordorf, Paradies, Gellen en Moorhausen op de grens met de stad Oldenburg.

De oost-west lopende binnenweg, die Elsfleth met Bardenfleth/Nordermoor verbindt, is ca. 6½ km lang.

## Ligging, verkeer, vervoer
De gemeente Elsfleth bestaat uit de oude dijk- en havenplaats Elsfleth zelf, aan de samenvloeiing van Hunte en Wezer, met een maritiem-industrieel karakter, en meer westelijk uit een uitgestrekt achterland, dat tot 1974 de gemeente Moorriem vormde. Deze drassige, agrarische  streek wordt door een langgerekte weg met aan weerszijden oude boerderijen op smalle kavels gekenmerkt, als het ware riemvormig in het veen. De Moorriem-dorpen liggen weer ten oosten van uitgestrekte venen, die grotendeels natuurreservaat zijn, en op hun beurt in het westen door de stad Oldenburg worden begrensd. 

### Buurgemeentes
- In het noorden: Ovelgönne
- In het noordoosten: Brake
- In het oosten aan de overkant van de Wezer: Schwanewede in de Landkreis Osterholz
- In het zuidoosten aan de overkant van de Hunte: Berne
- In het zuiden: Hude in de Landkreis Oldenburg.
- In het zuidwesten: Oldenburg
- In het westen: Rastede in de Landkreis Ammerland.

Naburige gemeenten zijn verder onder andere: Stadland en Butjadingen, beide in noordelijke richting. Ten oostzuidoosten van buurgemeente Berne liggen Lemwerder en de stad Bremen.

### Waterwegen

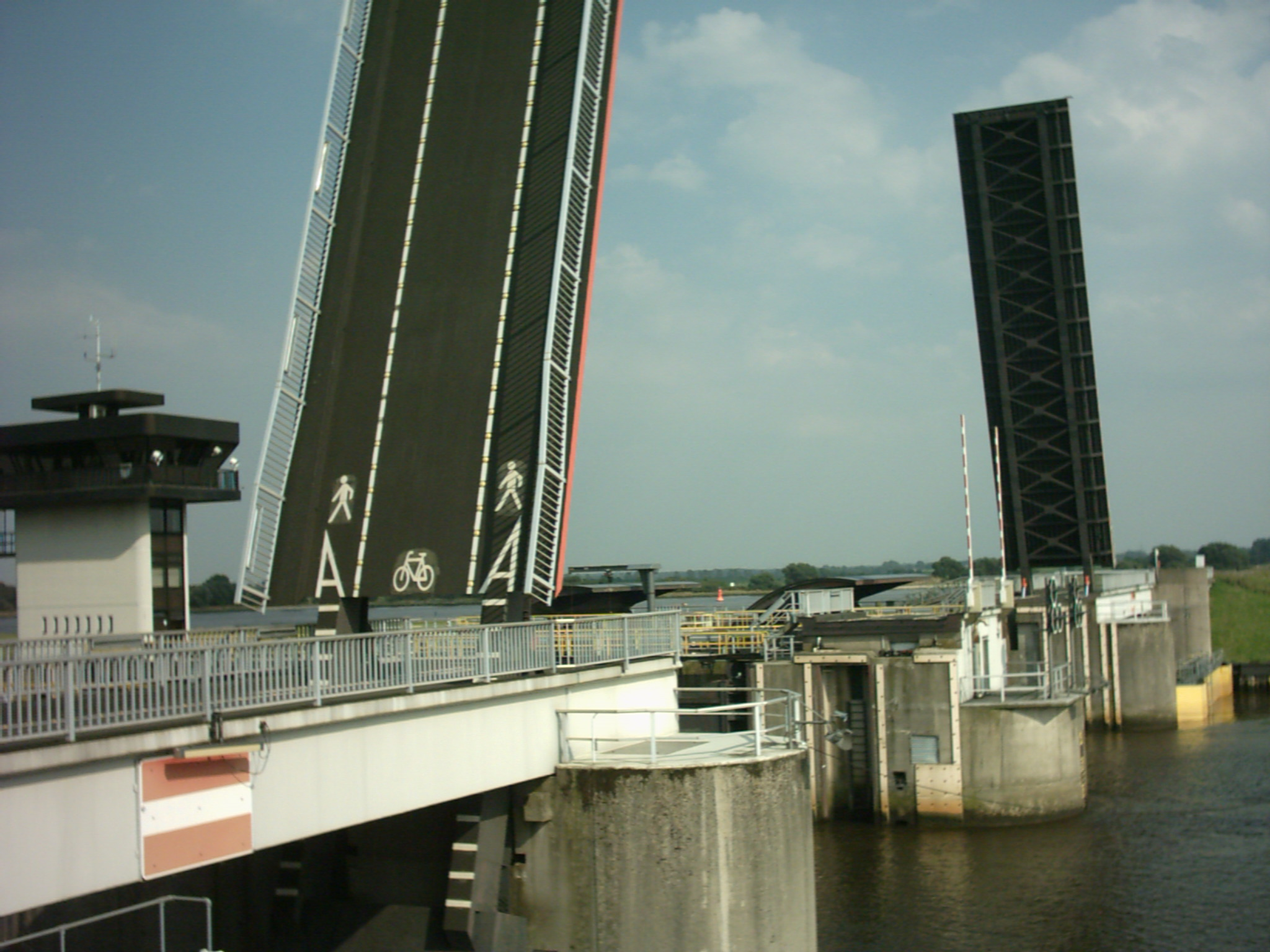
Stormvloedkering in de Hunte Huntesperrwerk
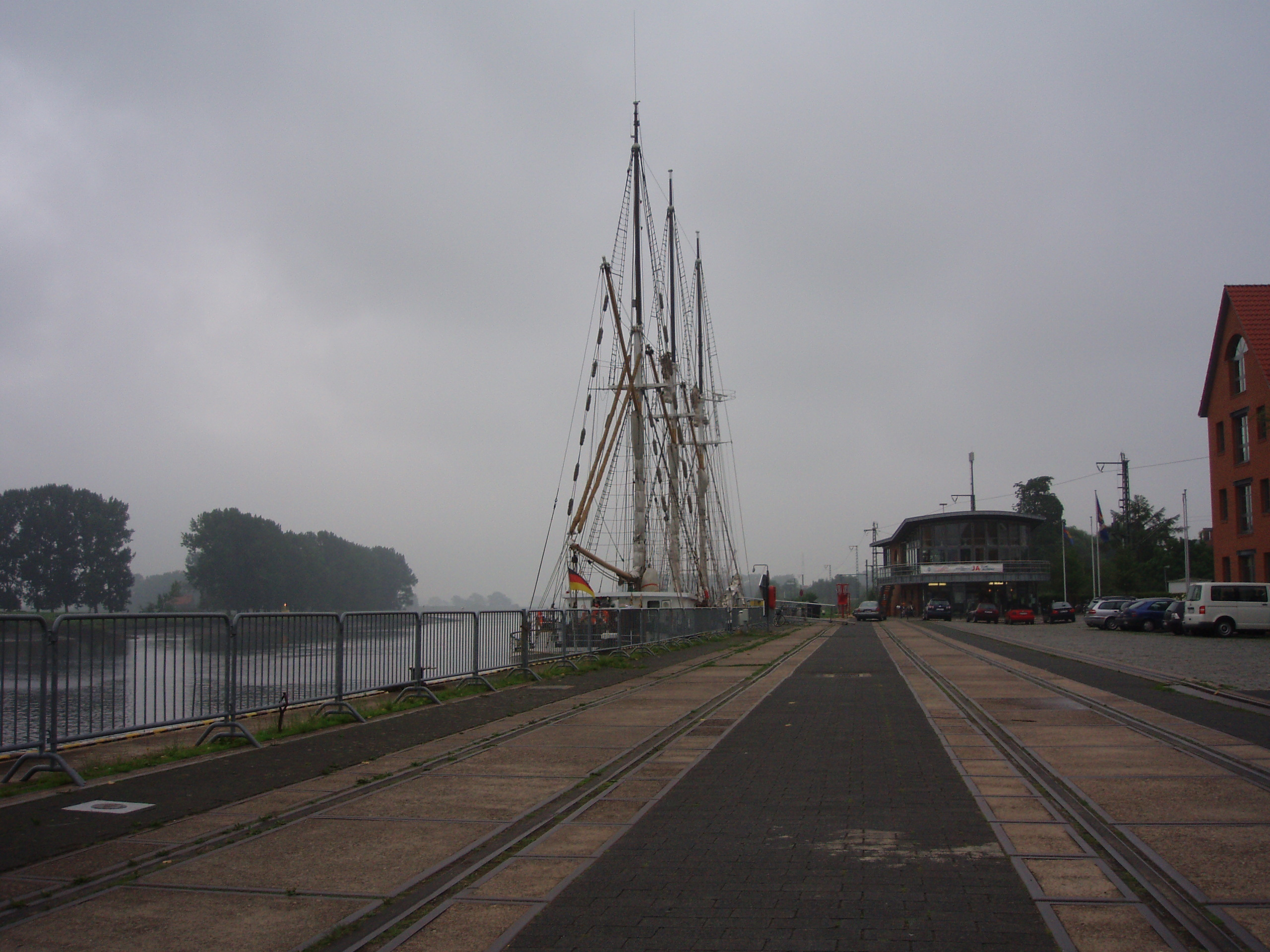
Gezicht op de haven; op de achtergrond de tuigage van de  Großherzogin Elisabeth

Ten oosten van Elsfleth mondt de rivier de Hunte uit in de Wezer. Een zijarm van de Wezer, de Westergate, snijdt het eiland Elsflether Sand van het vasteland af. Op het gebied van buurgemeente Brake leidt een brug over deze zijarm naar het Elsflether Sand.
Elsfleth heeft een binnenhaven en, iets noordelijker, een jachthaven aan de Hunte, dus westelijk van het Elsflether Sand. Bij deze jachthaven, daar waar de Hunte in de Wezer uitmondt, is in 1979 het Huntesperrwerk, een stormvloedkering, gebouwd.
Meer landinwaarts lopen enkele veenkanalen en talloze sloten door het drassige land, en dienen zo de waterhuishouding.

### Wegverkeer
Door Elsfleth loopt de Bundesstraße 212. De Bundesstraße 211 loopt langs de noordrand van de gemeente van Brake , doorkruist Moorriem, en komt bij Kreuz Oldenburg-Nord op de Autobahn A29 uit. Wie vanuit Elsfleth de B 212 4 km zuidwaarts volgt kan voor de nieuwe brug van Huntebrück rechtsaf een provinciale weg inrijden. Deze leidt langs o.a. Moordorf en Gellen en komt na 11 km uit bij afrit 14 van de A29, aan de zuidoostrand van de stad Oldenburg.

### Openbaar vervoer

Lijnennetkaart Regio-S-Bahn Bremen

De Regio-S-Bahn Bremen/Niedersachsen verzorgt met haar lijn RS4 het treinverkeer op de spoorlijn Hude - Nordenham-Blexen. Aan deze lijn, die Elsfleth via Hude met de stad Bremen verbindt, en noordwaarts met Nordenham, ligt in de gemeente Station Elsfleth, direct aan de Hunte. Zie rode lijn linksboven op de lijnennetkaart.
In de gemeente Elsfleth rijden alleen enige schoolbussen. Deze voeren 's morgens vroeg één rit van andere dorpen in de gemeente naar de scholen uit, en in de middag na het uitgaan van de scholen enkele ritten in omgekeerde volgorde.

## Economie
Elsfleth is een havenstadje aan de Hunte en het heeft een lange traditie van rederijen en van kleine en middelgrote scheepswerven, waarvan er nog één in bedrijf is. De andere werf van het stadje "verslikte zich" in de aan haar toevertrouwde, met veel financiële tegenvallers gepaard gaande,  renovatie van het beroemde zeilschip de Gorch Fock. Hierdoor en door een corruptieschandaal ging deze werf in 2019 failliet. Een doorstart via het Lürssen-concern mislukte in 2020. Het werfterrein is eind 2020 tijdelijk bij een scheepsreparatiebedrijf in gebruik.
Belangrijk is ook de (hogere) zeevaartschool, die is uitgebreid met aanvullende opleidingen. Deze vormt samen met een ingenieursopleiding te Wilhelmshaven en een architectenopleiding te Oldenburg de Jade Hochschule.
Ook het toerisme (fietsroutes, pleziervaart) is van enig belang.
Elsfleth heeft enige bedrijventerreinen, waar naast het lokale midden- en kleinbedrijf  een verpakkingsmiddelenfabriek en enige middelgrote toeleveringsbedrijven voor de maritieme sector gevestigd zijn.
Te Huntorf staat een experimentele energiecentrale. Het principe van het ingewikkelde proces in zo'n centrale is, dat energie wordt opgeslagen door hoge druk in een holle, lege ruimte onder de grond op te wekken. Bij piekbelastingen in de behoefte aan elektriciteit wordt deze hoge druk weer gebruikt om stroom op te wekken. Dit zgn. Druckluftspeicherkraftwerk werd in 1978 in gebruik genomen en is het enige van dit type in Europa.
In het achterland (Moorriem) leven de meeste mensen van landbouw en vooral veeteelt.

## Geschiedenis
De locatie van Elsfleth was reeds in de prehistorie bewoond. In de 9e eeuw vestigden zich hier de eerste christenen. Rond 1220, in welk jaar Elsfleth voor het eerst in een document wordt vermeld, was het het kerkelijke centrum van de Stedingers (oeverbewoners). Zie voor de geschiedenis in deze periode ook: Lemwerder; Kruistocht tegen de Stedingers; Slag bij Altenesch (1224).

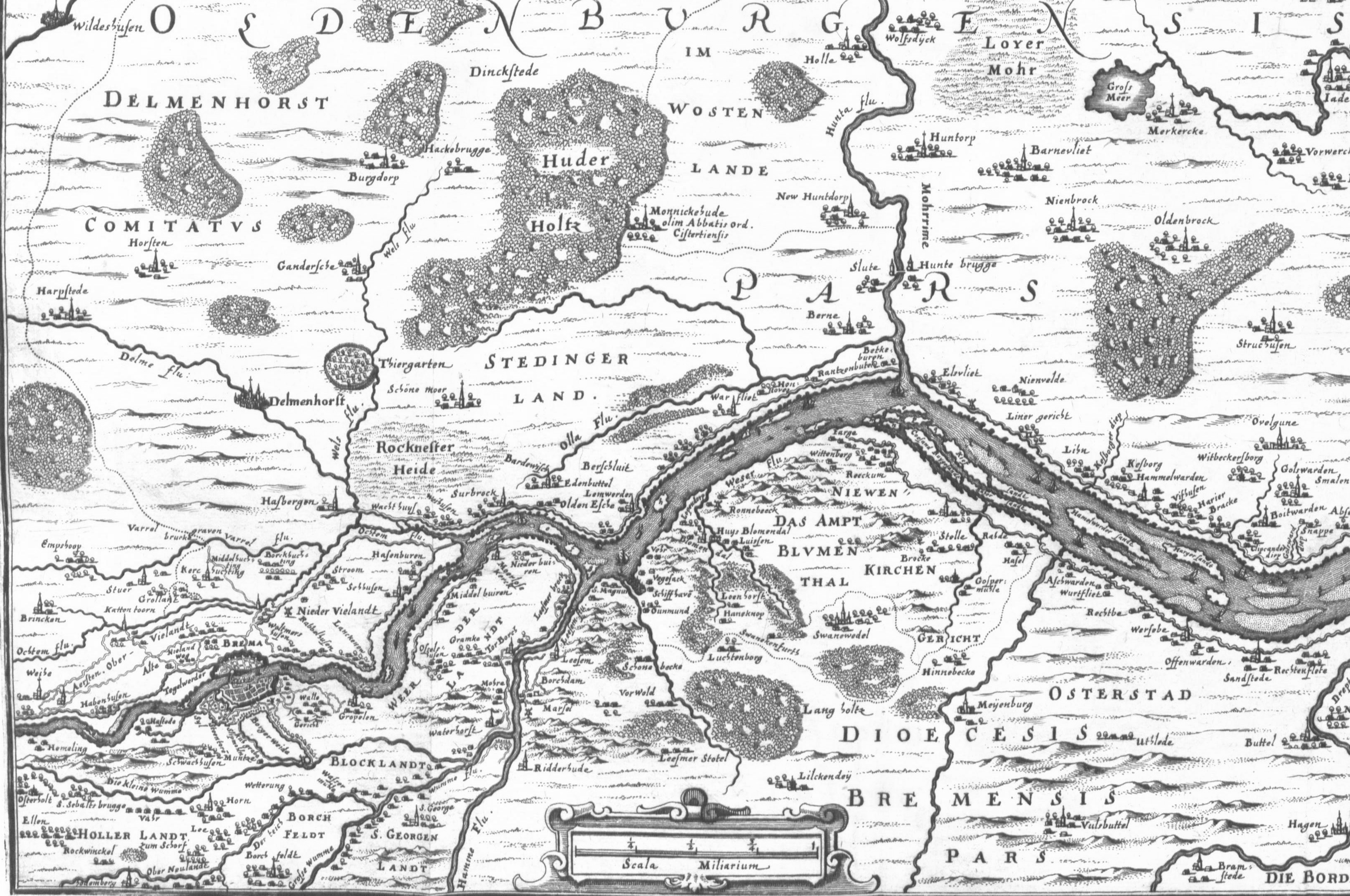
17e-eeuwse kaart van de streek. Het zuidwesten ligt boven. In het midden de monding van de Hunte in de Wezer bij Elsvliet. Bremen ligt linksonder.

Elsfleth kwam mede tot bloei, doordat graaf Anton Günther in 1624 de plaats tolrecht op de Wezer verleende. De tol bleef tot 1820 van kracht. De opbrengst der tolgelden werd vooral in de 17e eeuw geïnvesteerd in dijkverbeteringen, sluizen en andere infrastructurele werken in zijn Graafschap Oldenburg, waar Elsfleth sedert de late 14e eeuw  deel van uitmaakte. In 1856 werd aan Elsfleth stadsrecht verleend. Tot in het laatste kwart van de 19e eeuw was Elsfleth zetel van veel rederijen en kleine scheepswerven. Deze gingen echter onvoldoende met de technische ontwikkelingen mee en bleven houten zeilschepen bouwen. De meeste van deze bedrijven haalden dan ook het begin van de 20e eeuw niet. De daardoor ontstane werkloosheid was van korte duur, want van 1896 tot 1931 had Elsfleth een belangrijke visserijvloot. Met loggers werd op haring gevist. De vloot leidde daarna tot 1969 een kwijnend bestaan en hield in dat jaar geheel op te bestaan.

## Bezienswaardigheden, natuurschoon
- De bijzondere, in L-vorm gebouwde evangelisch-lutherse Nicolaaskerk van Elsfleth (Nikolaikirche) werd gebouwd in 1504 en kreeg haar zijvleugel in 1690.
- Dependance van het Scheepvaartmuseum te Brake, gevestigd in het Haus Elsfleth; onderwerp van de collectie vooral: scheepsbouw, waaronder het ambacht van scheepsbouwer en -timmerman. Verder zijn er veel scheepsmodellen te zien.
- Aan de kade van Elsfleth is de ankerplaats van een oude driemastige schoener, een opleidingsschip, de in 1909 van stapel gelopen Großherzogin Elisabeth. In de zomer kan men aan zeiltochtjes op dit schip deelnemen.
- Het eiland Elsflether Sand is ten dele als veeteeltgebied en ten dele als natuurgebied (watervogelreservaat) in gebruik. Er loopt een fietspad overheen, en er is een beperkte mogelijkheid tot strandrecreatie. Delen van het strand op het eiland behoren tot de gemeente Blumenthal (Bremen).  Sedert 2019 wordt het areaal van het vogelreservaat uitgebreid. Dit ter compensatie voor het feit, dat het vogelreservaat Voslapper Groden aan de uitbreiding van de havens van Wilhelmshaven is opgeofferd.

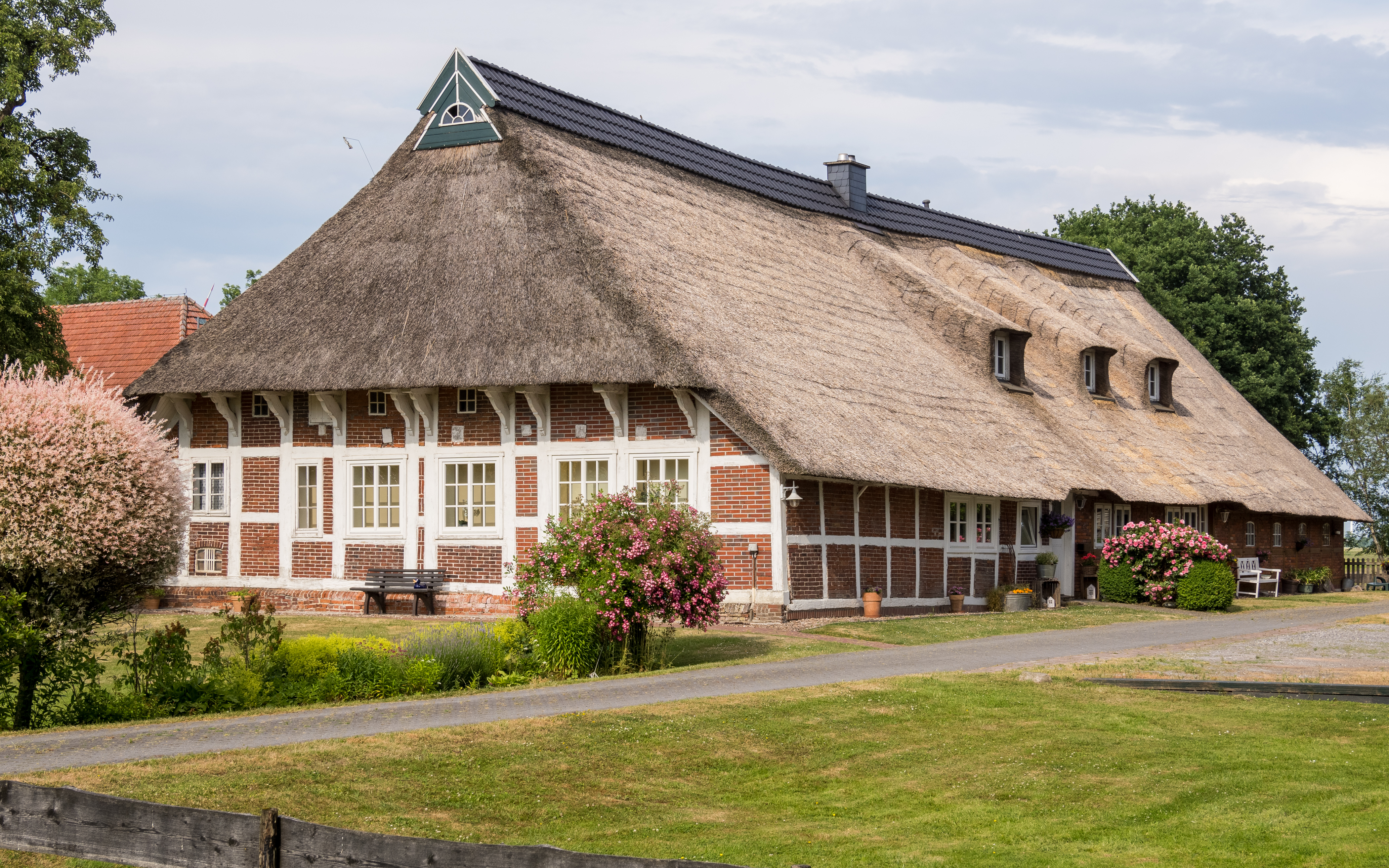
Boerderij Dalsper 16

- Natuurreservaat Gellener Torfmöörte mit Rockenmoor und Fuchsberg, 313 hectare , in het uiterste westen van de gemeente, is een ecologisch waardevol hoog- en laagveenreservaat. Het maakte in het verleden deel uit van het  Ipweger Moor. Ten zuiden hiervan, langs de Hunte, liggen nog enige weidevogelreservaten, waaronder een waterbergingspolder, die desgewenst onder water gezet kan worden.
- Schilderachtige oude boerderijen verspreid in de Moorriem-dorpjes
- De Sint-Annakerk te Bardenfleth (vakwerkbouw, 1620)
- De St. Jacobskerk te Altenhuntorf-Butteldorf (1720)

## Afbeeldingen

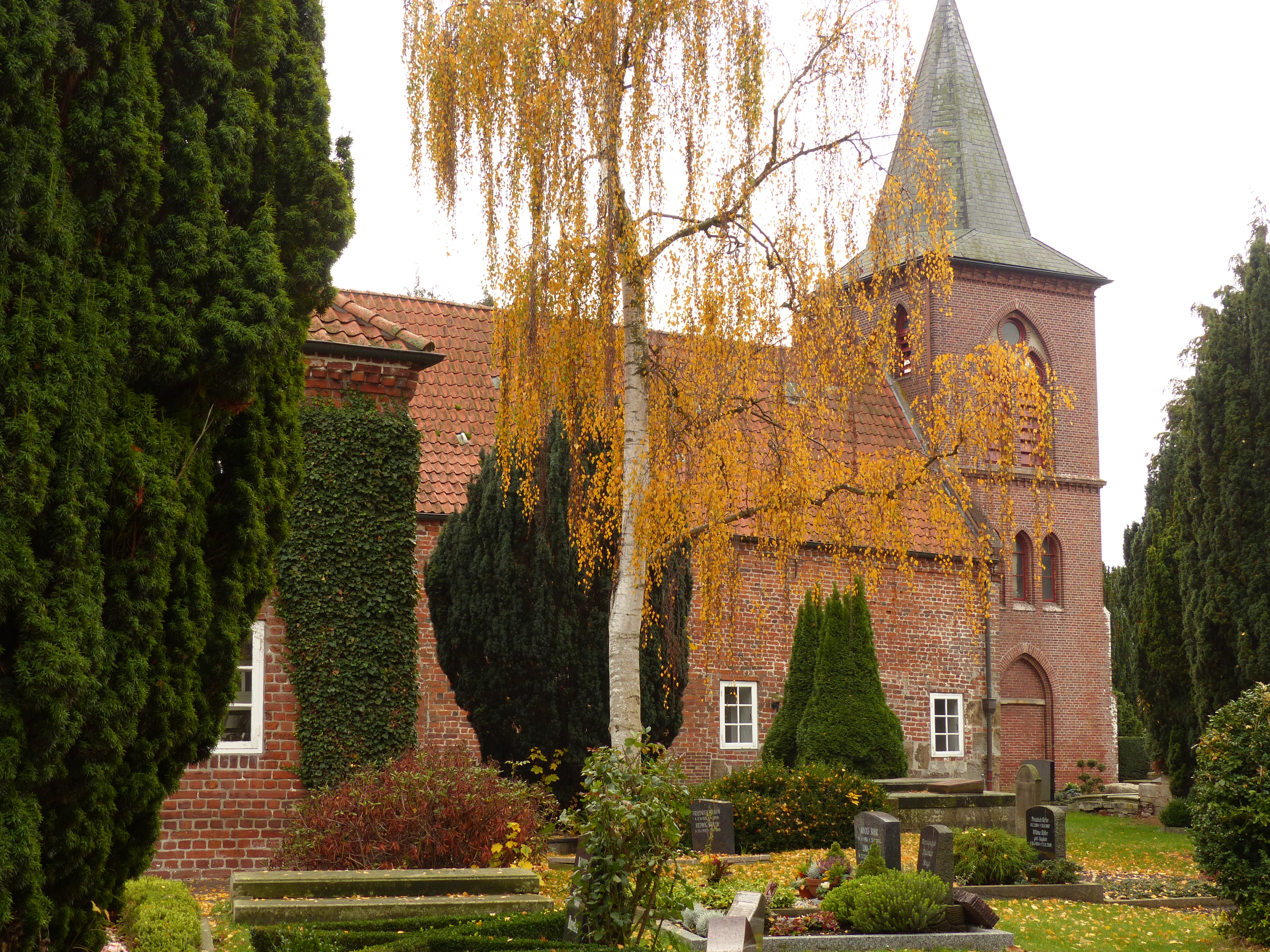
Nicolaaskerk van Elsfleth
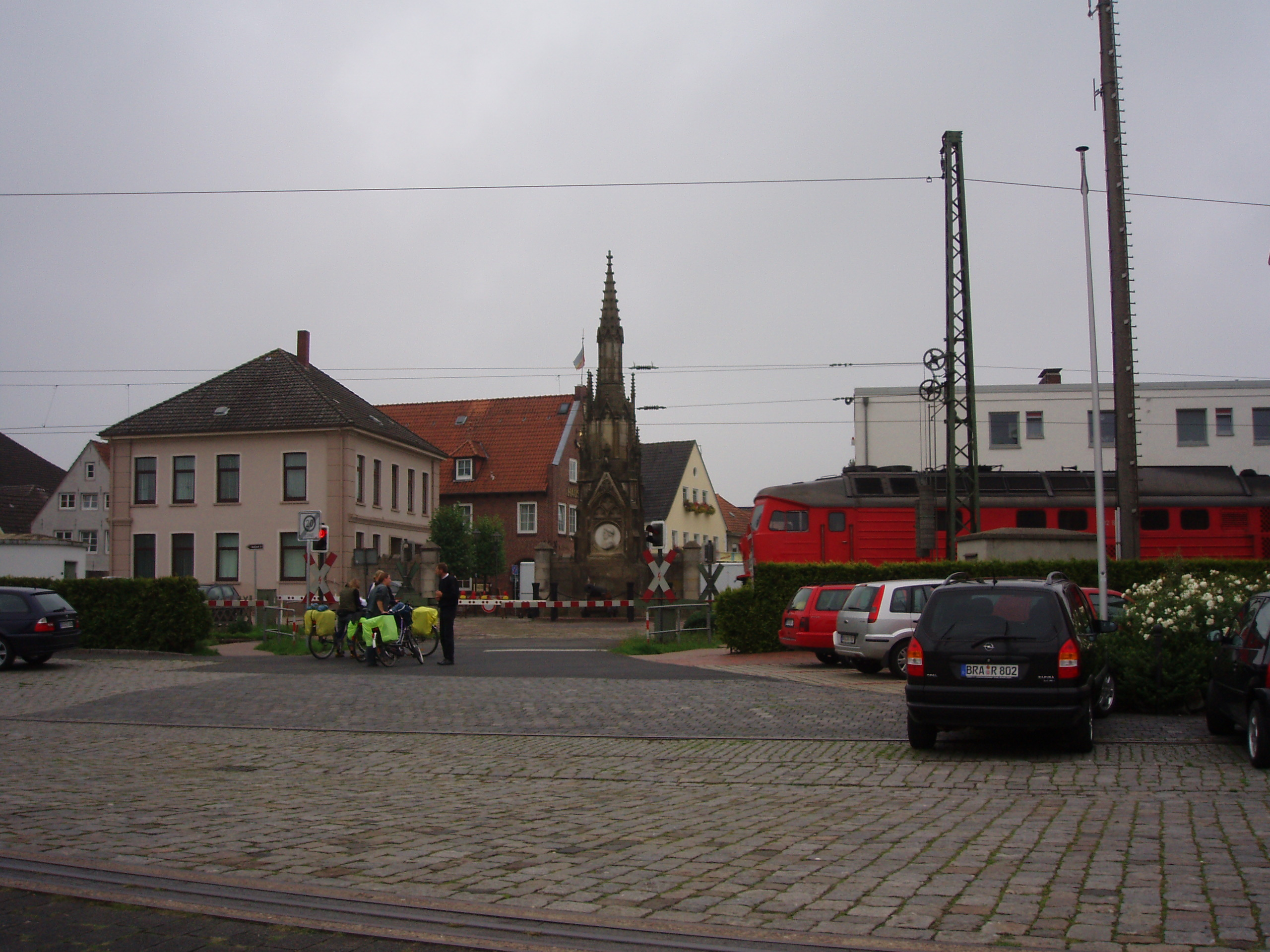
Monument voor de „Zwarte Hertog“, Frederik Willem van Brunswijk,  bij de haven en de spoorbaan
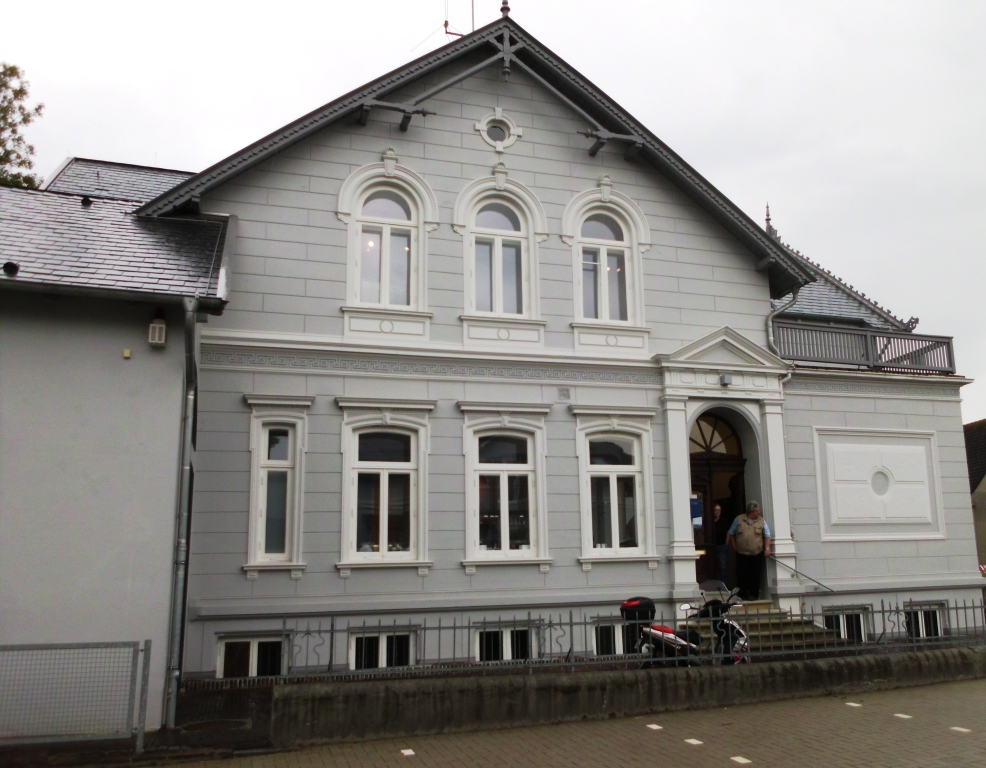
Haus Elsfleth, v.m. Villa Steenken, dependance van het Scheepvaart-museum te Brake
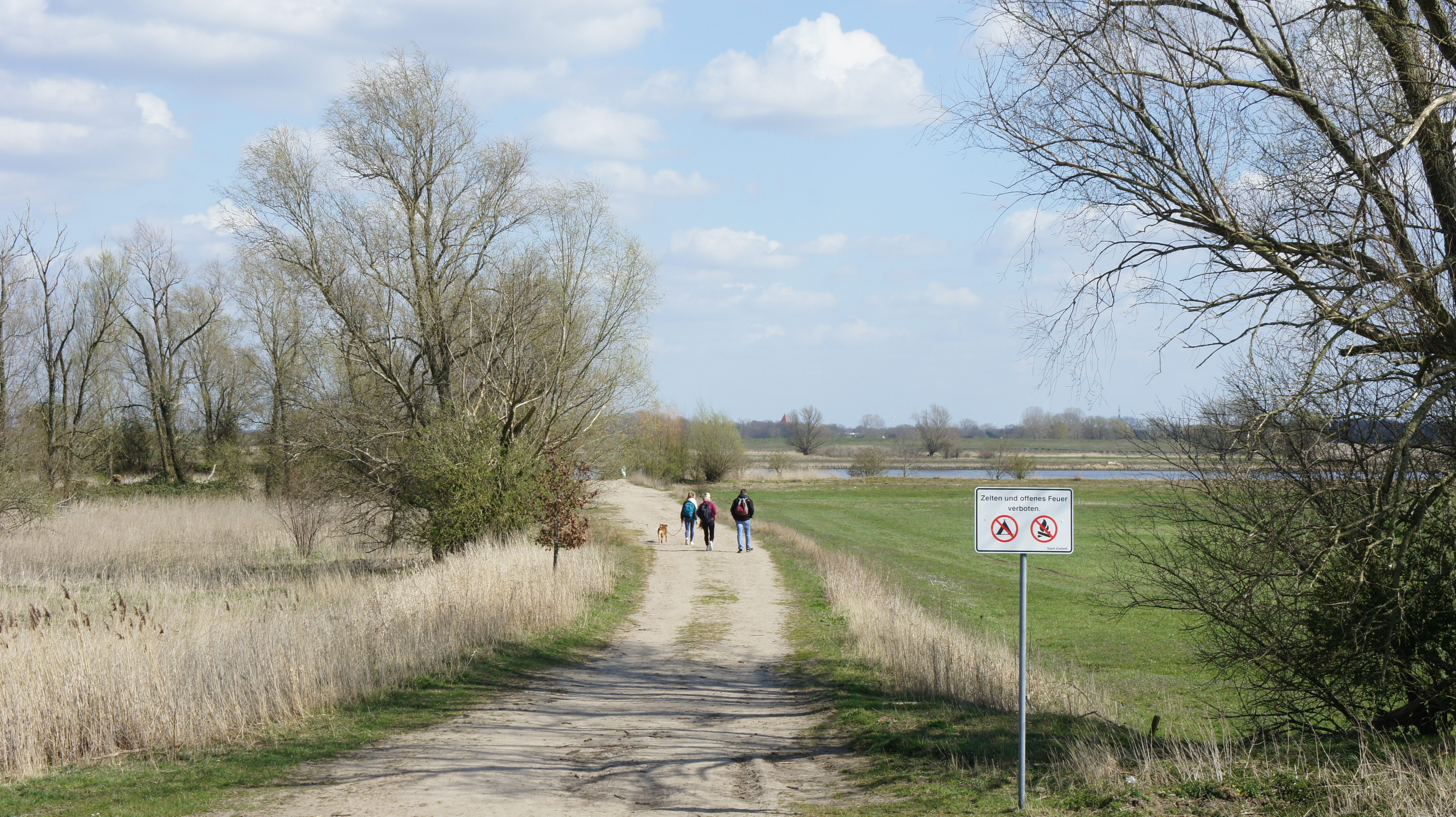
Weggetje op het Elsflether Sand naar het strand
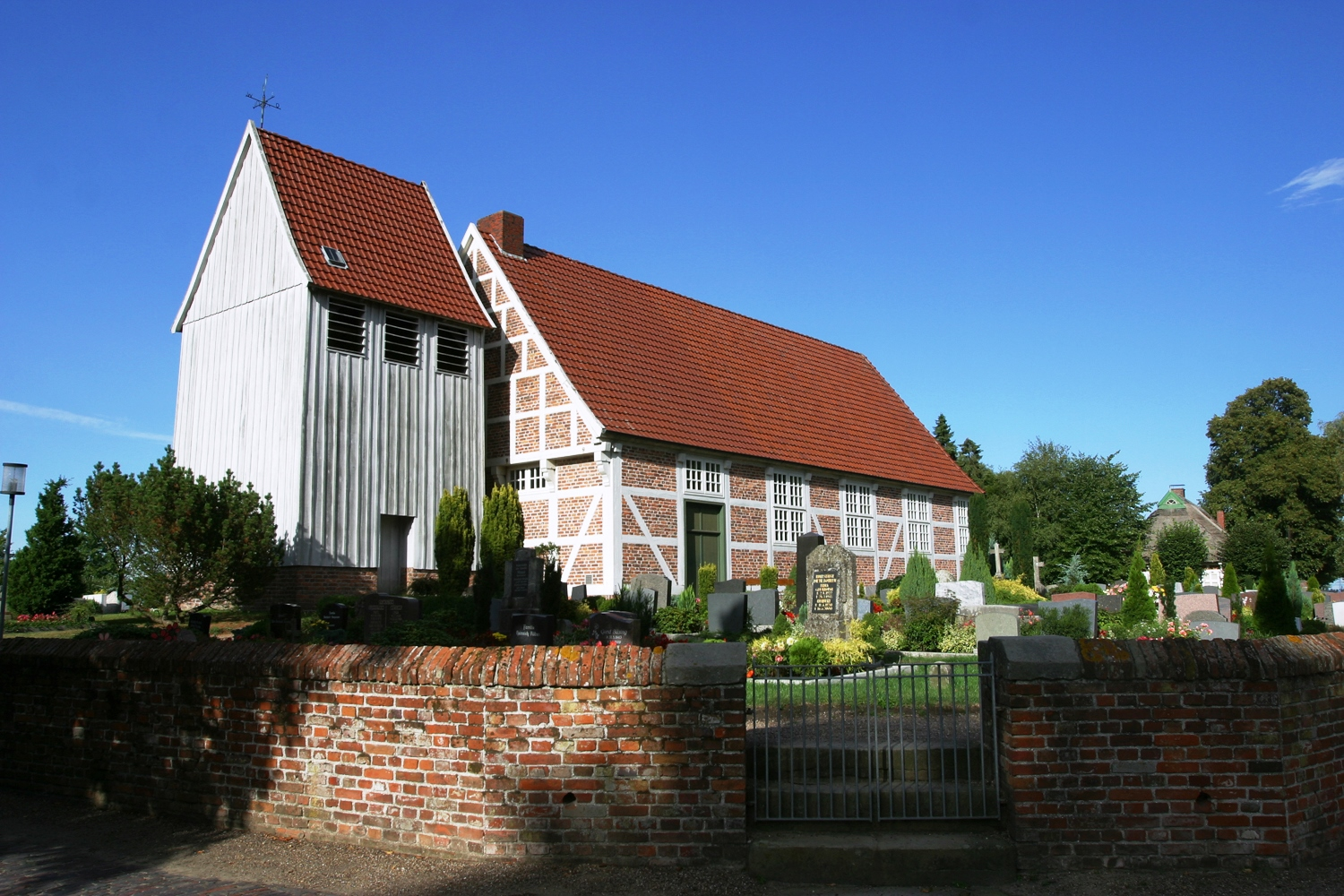
De Sint-Annakerk te Bardenfleth
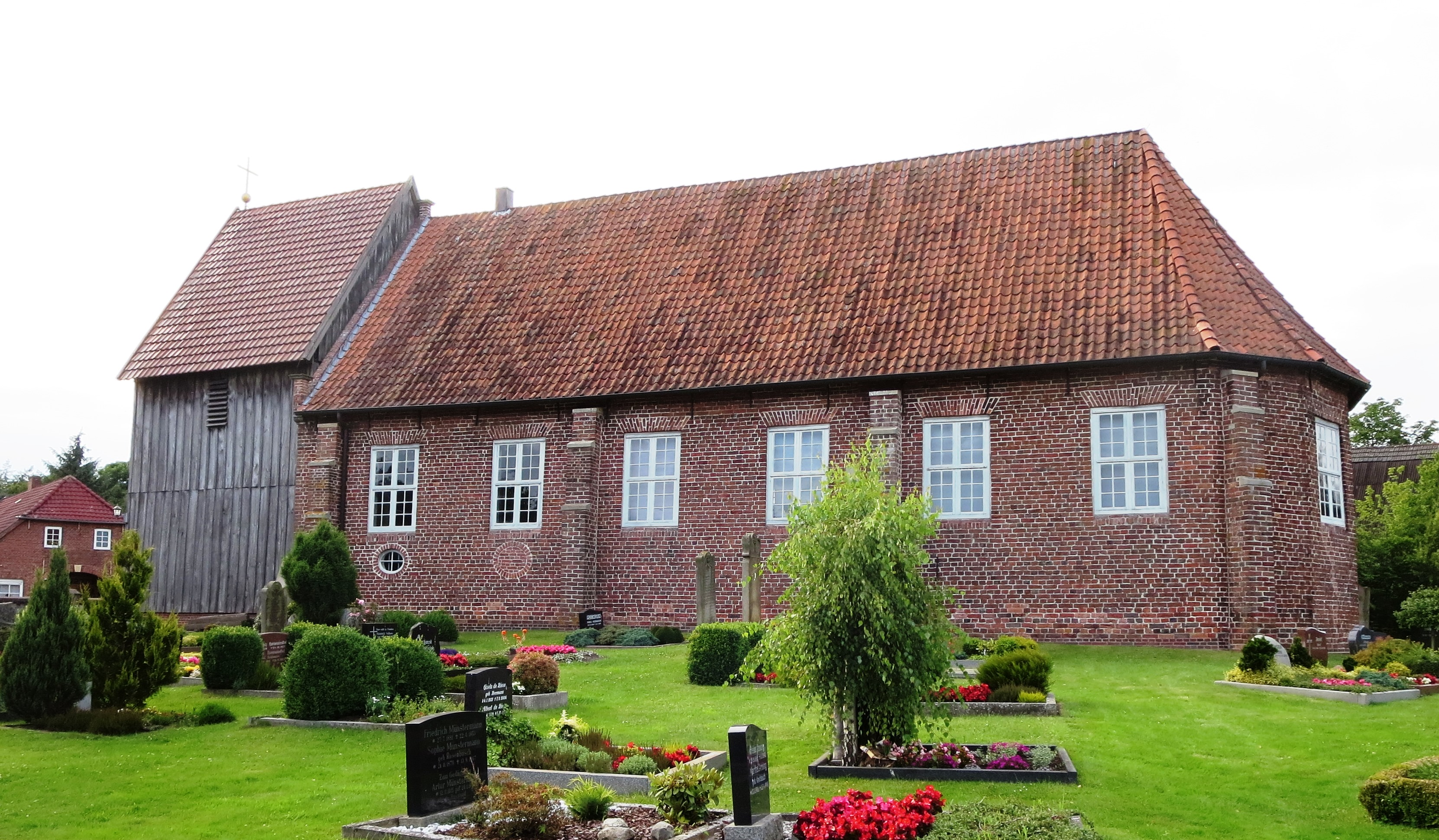
De St. Jacobskerk te Altenhuntorf-Butteldorf
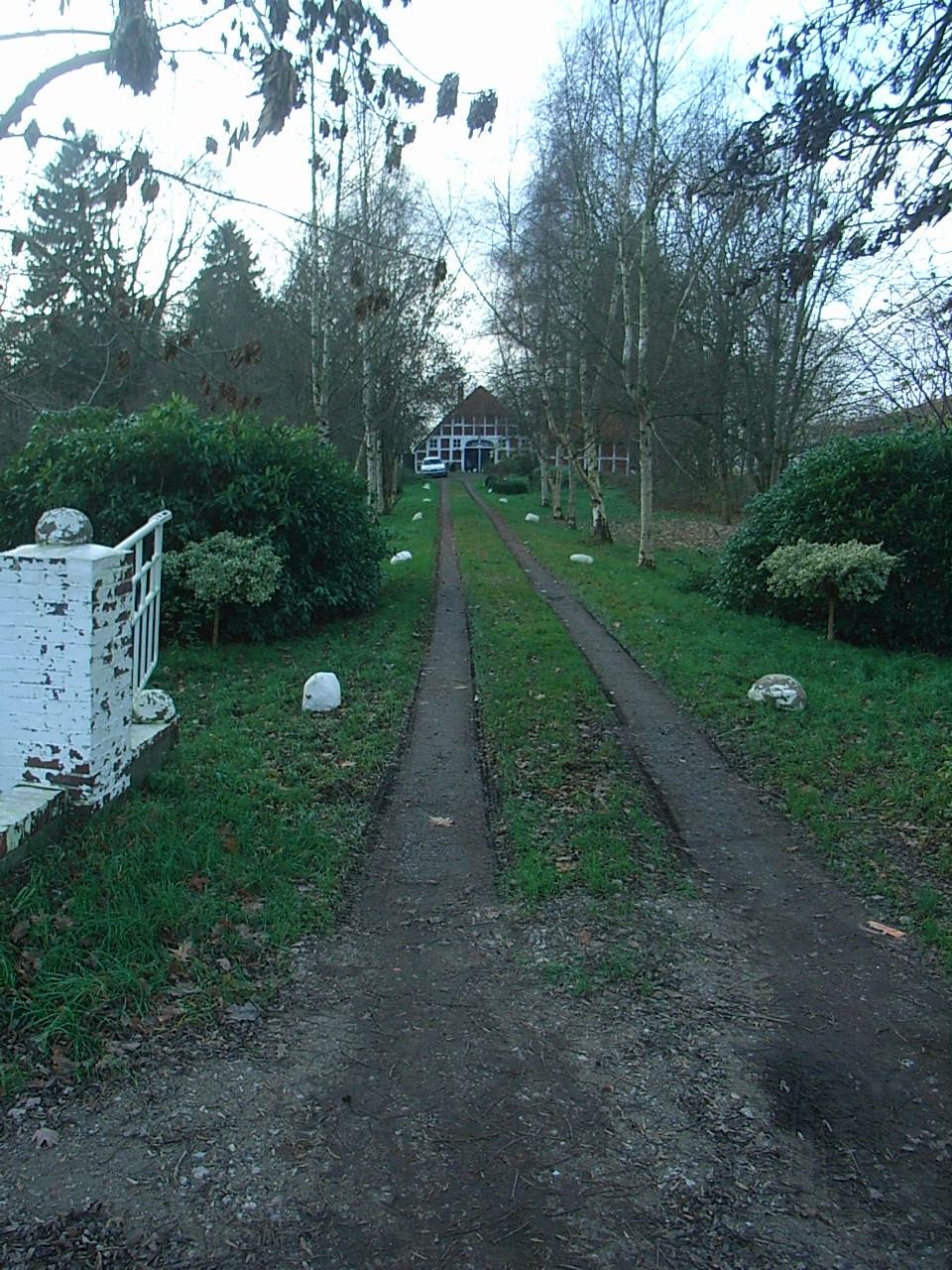
Karakteristieke Moorriemer boerderij
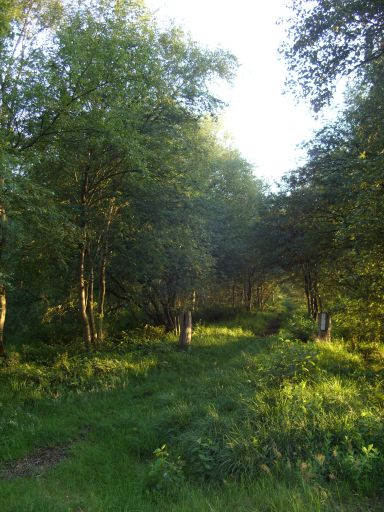
Wandelpad Gellener Torfmöörte

## Belangrijke personen in relatie tot de gemeente
- Anton Günther van Oldenburg en Delmenhorst,  van 1603-1667 graaf van Oldenburg, (* 10 november 1583 in Oldenburg; † 19 juni 1667 in Rastede), stelde de Wezer-tol in
- Hertog Frederik Willem van Brunswijk (1771–1815)
- Horst Werner Janssen (* 16 september 1933 in Südgeorgsfehn, gem. Uplengen; † 19 oktober 2017 in Elsfleth), zeekapitein, later reder en mecenas van Elsfleth, schonk de stad en het scheepvaartmuseum o.a. het grote huis, waarin dat laatste zetelt, een schip en diverse inventarisstukken. Janssen is ereburger van Elsfleth.

- Gemeinsame Normdatei: 4240581-6
- Library of Congress Control Number: n91005715
- Nationale Bibliotheek van Israël: 987007565235705171
- Virtual International Authority File: 140152456
- WorldCat: E39PBJmP8gxWvxmKkjCVf7BByd

Berne · 
Brake · 
Butjadingen · 
Elsfleth · 
Jade · 
Lemwerder · 
Nordenham · 
Ovelgönne · 
Stadland